# Bruno Gröning-Freundeskreis
Der Bruno Gröning-Freundeskreis ist eine Gemeinschaft von Anhängern des selbst ernannten Geistheilers Bruno Gröning (1906–1959). Die zentrale Aussage lautet: „Es gibt eine höhere Kraft, die Grundlage alles Lebendigen ist und Heilung geben kann.“ Der Freundeskreis ist als Kreis für natürliche Lebenshilfe e. V. als gemeinnütziger Verein mit Mildtätigkeit beim Amtsgericht Siegburg eingetragen und will nach eigenen Angaben das Wirken Bruno Grönings fortsetzen und dessen Ideen verbreiten. Dazu führt er Informationsveranstaltungen und regelmäßige, regionale und überregionale Treffen durch. Auch zwei Dokumentarfilme hat er gedreht, die in viele Sprachen übersetzt wurden und deren Trailer regelmäßig bei Informationsveranstaltungen für den Verein gezeigt werden. Kritiker bezeichnen den Verein hingegen als eine Sekte. Auch der Enquete-Kommissions-Bericht des Deutschen Bundestages „Sogenannte Sekten und Psychogruppen“ stufte ihn 1998 als „sektenartig“ ein. 

## Organisation
Der Trägerverein des Bruno Gröning-Freundeskreis heißt Kreis für natürliche Lebenshilfe e. V. und entstand 1979 durch Abspaltung vom 1958 von Bruno Gröning gegründeten Verein zur Förderung seelisch-geistiger und natürlicher Lebensgrundlagen in Deutschland e. V. Gründerin war Grete Häusler (1922–2007), die Bruno Gröning seit 1950 gekannt hatte und die den Verein bis zu ihrem Tode leitete. Danach übernahm ihr Sohn Dieter Häusler die Leitung des Vereins. Eng mit dem Verein verbunden ist die Grete Häusler GmbH, die einen Verlag für Printmedien und Film betreibt.
Der Bruno Gröning-Freundeskreis gab an, 60.000 Mitglieder in 2.000 Kreisen in etwa 80 Ländern zu haben (Bezugsjahr unbekannt, vor 2007). Die katholische Kirche schätzte im Jahr 2000 eine Anzahl von rund 30.000 Interessierten in 550 Gemeinschaften („Kreisen“) und gab 2009 an, dass diese Zahl „weiter zunimmt“.
Nachdem der Bruno Gröning-Freundeskreis mit Rücksicht auf Anhänger nicht-christlicher Religionen Passagen über Jesus und seine Lehre aus Grönings Werken strich, spaltete sich der Verein Informationskreis: Leben und Lehre Bruno Grönings e. V. ab. Dieser unterstützt die Bruno Gröning Stiftung, die zahlreiche Originaldokumente online stellt, in denen Gröning sich auf das Christentum beruft.

## Finanzierung
Im Bruno Gröning-Freundeskreis werden nach eigenen Angaben keine Eintrittsgelder, Mitgliedsbeiträge oder andere finanzielle Forderungen erhoben. Der Verein trägt sich durch Spenden und freiwillige, unentgeltliche Mitarbeit. Auch in der Grete Häusler GmbH gebe es keinen Lohn, keine Gewinnabschöpfung oder dergleichen, auch nicht für Dieter Häusler, den Leiter des Gesamtwerks.

## Verhältnis zur Kirche
Die katholische Kirche bezeichnet den Bruno Gröning-Freundeskreis als eine esoterische Weltanschauung, in der die Frage nach Heil und Erlösung auf die Frage nach Gesundheit und Krankheit reduziert werde. Sie kritisiert, dass dort Bruno Gröning die Funktion des Mittlers zu Gott übernimmt, der damit an die Stelle Jesu Christi trete. Dies könne mit dem christlichen Weltbild nicht in Einklang gebracht werden. Auch die evangelischen Kirchen stehen dem Freundeskreis ablehnend gegenüber. Die Vereinigte Evangelisch-Lutherische Kirche Deutschlands (VELKD) urteilt, der Bruno Gröning-Freundeskreis erhebe den „falschen Anspruch, jede Krankheit heilen zu können (...). Durch das unbedingte Festhalten an den Lehren Bruno Grönings wäre es ... möglich, den göttlichen Heilstrom für die Betroffenen zweifelsfrei wirksam zu machen. Damit ist es den Menschen durch den Mittler Bruno Gröning in die Hand gegeben, von Krankheit frei zu sein oder zu werden.“ Solche Behauptungen seien weder glaubwürdig noch beweisbar. Besonders kritisiert die VELKD das Vorgehen der Gruppe, eine ausbleibende Heilung grundsätzlich „dem Zweifel der Kranken selbst oder ihres Umfeldes schuldhaft“ anzulasten. Das „führt in der Regel zu hohem psychischen Druck bei den Kranken und zur tiefgreifenden Störung der Beziehungen in ihrem Umfeld. Dieser zerstörerisch wirkenden Auffassung ist energisch entgegenzutreten. Sie muss als unbarmherzig und lieblos aufgezeigt werden.“
Der Bruno Gröning-Freundeskreis sieht sich selbst nicht als Kirche an und fordert seine Mitglieder auf: „Jeder soll in seiner Kirche bleiben“.

## Verhältnis zur Medizin
Entsprechend dem Vorbild Bruno Grönings werden im Freundeskreis nach eigenen Angaben Krankheiten weder diagnostiziert noch behandelt. Von Arztbesuchen und ärztlichen Verordnungen werde nicht abgeraten. Nach Gröning sei jede Heilung ein Gnadenakt Gottes. Deshalb werde im Bruno Gröning-Freundeskreis kein Heilversprechen gegeben.
Die „Medizinisch-Wissenschaftliche Fachgruppe (MWF) des Bruno-Gröning-Freundeskreises“, eine Gruppe von Ärzten und andere Heilberufler, hatte im Jahr 2003 nach Angaben des Religionswissenschaftlichen Medien- und Informationsdiensts 240 Mitglieder.  Ihr Wahlspruch lautet: „Es gibt kein Unheilbar! um die postulierten Heilerfolge zu überprüfen und zu dokumentieren. “ Die medizinische Fachwelt erkennt diese Berichte allerdings nicht an, da sie sich einer wissenschaftlichen Überprüfung entziehen.

## Kritik
Insbesondere Mediziner, Kirchenvertreter und betroffene Familienangehörige kritisieren den Bruno Gröning-Freundeskreis:
- Heilungssuchenden würden durch Aussagen und Versprechungen falsche Hoffnungen gemacht und diese damit von notwendigen Arztbesuchen abgehalten, was teilweise akute Lebensgefahr bedeute.
- In der Lehre werde propagiert, dass nur derjenige gesund werde bzw. bleibe, der fest genug glaube und nach den Regeln des Bruno Gröning-Freundeskreises lebe. Kritische Gedanken und Einstellungen von Familienmitgliedern und Freunden seien negative Energien, welche die Heilung behinderten. Dies führe evtl. zu einer Isolation und einer immer festeren Bindung an den Bruno Gröning-Freundeskreis. Familiäre Bindungen, Ehen und Freundschaften würden aufgegeben.
- Bleibe eine Heilung aus, so werde die Schuld den Hilfesuchenden zugeschoben, deren Glaube an Gröning nicht fest genug gewesen sei.
- Der Personenkult um die Gestalt Grönings fördere das Entstehen von Abhängigkeiten und die Kritiklosigkeit gegenüber den Aussagen des Freundeskreises.

„Doch nicht etwa die Mitglieder von Scientology sind im Saarland am stärksten verbreitet. Vielmehr nehmen so genannte Esoterik-Gruppen einen immer größeren Platz ein. Sie bereiten dem Sekten-Experten die größten Sorgen. Exemplarisch dafür stehe der Bruno Gröning-Freundeskreis“